# Phím Break
Pause Break là một phím nằm ở góc phải của một bàn phím có layout Full size cơ bản cho máy tính chạy hệ điều hành Windows, cùng một nhóm 3 phím, nằm bên phải phím Scroll Lock và Print Screen. 

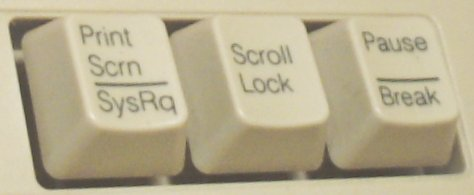
Vị trí phím Pause Break trong nhóm 3 phím với Print Screen và Scroll Lock trên layout bàn phím Full size tiêu chuẩn cho các máy tính chạy Windows

## Chức năng
- Phím Pause Break có chức năng chính khi bạn khởi động lại máy tính, màn hình sẽ hiện lên các thông số về cấu hình trong thời gian vài giây ngắn ngủi, nếu muốn xem các thông tin này kỹ hơn, bạn có thể nhấn Pause Break để dừng hình và theo dõi.
- Một chức năng khác của Pause Break được sử dụng trong tổ hợp phím Windows + Pause/Break, bảng System Properties hiển thị các thông tin chi tiết về cấu hình của hệ thống sẽ xuất hiện, nhanh và tiện hơn một chút so với việc click chuột phải vào My Computer và chọn Properties. Tuy nhiên, tổ hợp phím này rất ít được sử dụng.
- Trong lập trình, khi cho thực thi 1 đoạn mã với vòng lặp vĩnh viễn không dừng lại được (không quy định số lần lặp lại), lúc này ta phải dùng phím Break để thoát khỏi câu lệnh đó (phá vỡ vòng lặp).
- Một số game có thể dừng lại được bằng nút này.

Chính vì những tính năng gần như "vô dụng", phím Pause Break chỉ còn xuất hiện trong các bàn phím rời Full size, thường bị loại bỏ trên các laptop, các bàn phím gaming layout TKL (Ten Keys Less), 60%  nhằm tiết kiệm diện tích và nhường chỗ cho các phím bấm khác hữu dụng hơn.